# Richard Koßwig

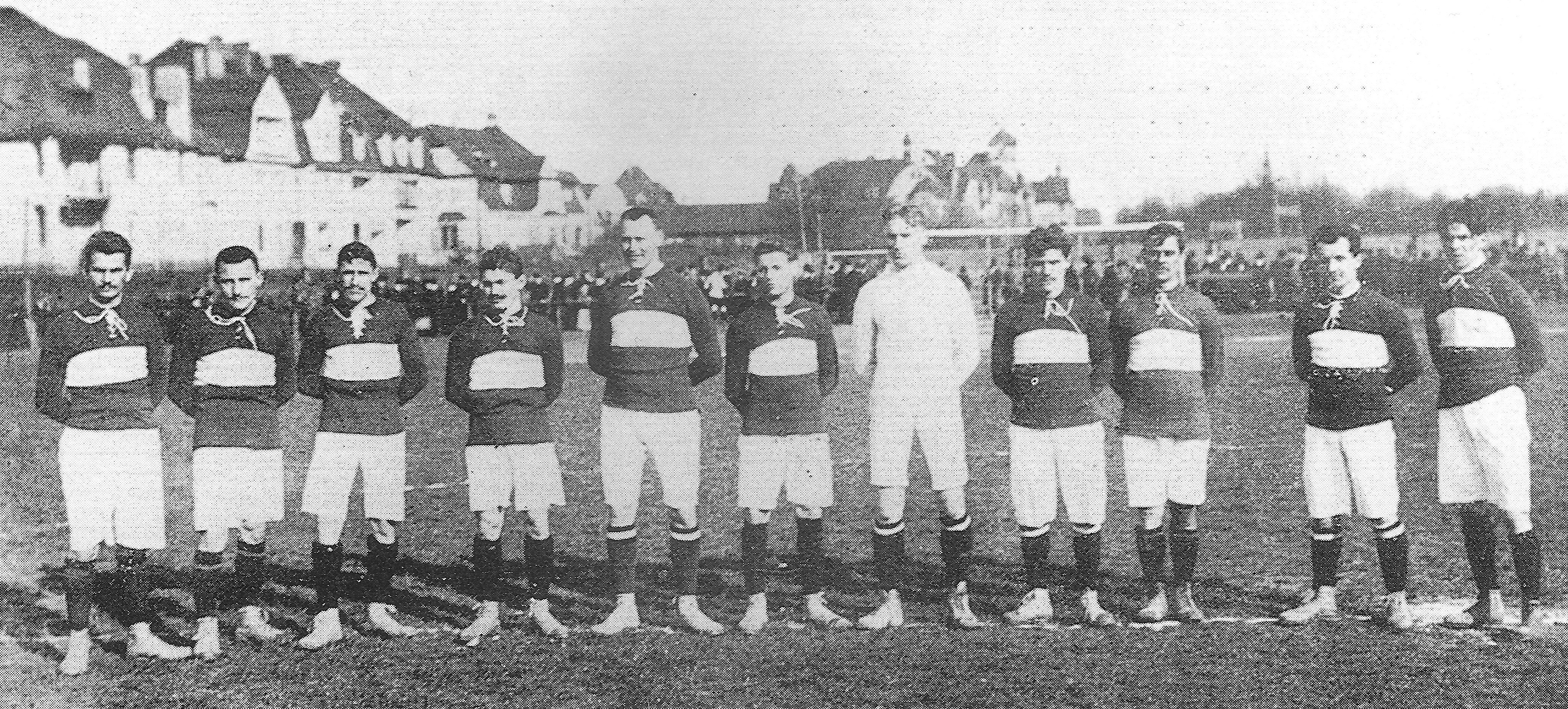
Richard Koßwig (6. v. l.)
und Mitspieler des FC Askania Forst im Jahr 1911.

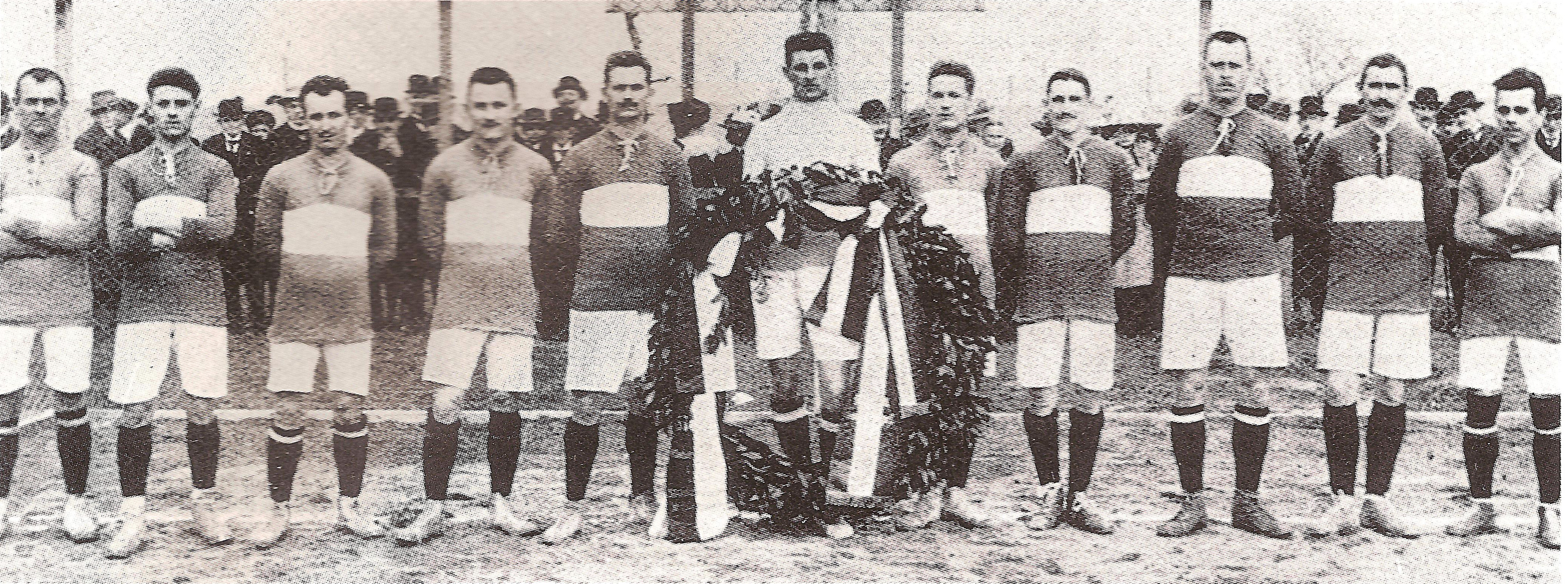
Richard Koßwig (2. v. l.)
und Mitspieler des FC Askania Forst im Jahr 1913.

Richard Koßwig (Lebensdaten unbekannt) war ein deutscher Fußballspieler.

## Karriere
Koßwig, Stürmer des FC Askania Forst, bestritt in den vom Südostdeutschen Fußball-Verband organisierten Meisterschaften Punktspiele.
In der in sechs Bezirken ausgetragenen Meisterschaft ging er mit seiner Mannschaft am Saisonende 1910/11 als Meister aus der 1. Klasse im Bezirk Niederlausitz hervor. Infolgedessen nahm er auch an der Endrunde um die Südostdeutsche Meisterschaft teil. Nachdem das am 19. Mai 1911 in Cottbus gegen den SC Preußen Görlitz angesetzte Vorrundenspiel mit 8:0 gewonnen wurde, zog sein Verein über das Halbfinale per Freilos ins Finale ein. Das am 14. April 1911 beim SC Germania Breslau zunächst mit 3:2 gewonnene Spiel wurde aufgrund des Protestes der unterlegenen Mannschaft bezüglich eines Schiedsrichterfehlers nicht gewertet. Das Wiederholungsspiel am 23. April 1911 wurde in Cottbus mit 3:0 gewonnen.
Da in der Folgesaison im Bezirk Niederlausitz auf Grund von Terminnot die Meisterschaft abgebrochen werden musste, konnte kein Meister ermittelt werden, der an der Endrunde hätte teilnehmen können.
Die Saison 1912/13 hingegen war für ihn und seine Mannschaft erneut von zwei Titeln gekrönt. Zunächst gewann sie die Bezirksmeisterschaft Niederlausitz in der 1. Klasse, dann das Finale der Endrunde gegen den FC Preussen 05 Kattowitz – allerdings erst im Wiederholungsspiel am 13. April 1913 mit 4:0 in Breslau, nachdem der Protest gegen die Spielwertung des eine Woche zuvor mit 1:2 verlorenen Finales rechtens gewesen ist.
Die Bezirkssaison 1913/14 schloss seine Mannschaft mit einem Punkt auf den Lokalrivalen FC Viktoria Forst als Zweitplatzierter ab, nahm jedoch als Titelverteidiger erneut an der Endrunde teil. Erneut ins Finale vorgedrungen und dieses am 19. April 1914 mit 3:1 gegen die Vereinigten Breslauer Sportfreunde gewonnen, wurde dieses auf Protest der unterlegenen Mannschaft wegen eines Schiedsrichterfehlers annulliert. Das eine Woche später angesetzte Wiederholungsspiel gewann der FC Askania Forst auf eigenem Platz mit 2:1.
Aufgrund der errungenen Südostdeutschen Meisterschaften war seine Mannschaft auch entsprechend in den Endrunden um die Deutsche Meisterschaft vertreten. Er bestritt insgesamt drei Spiele, die allesamt jeweils im Viertelfinale verloren wurden. Am 7. Mai 1911 mit 2:3 – Torschütze zum Endstand in der 85. Minute – wie auch am 20. April 1913 mit 0:5 jeweils gegen den VfB Leipzig und am 3. Mai 1914 mit 0:4 beim Berliner BC 03.

## Erfolge
- Südostdeutscher Meister 1911, 1913, 1914
- Bezirksmeister Niederlausitz 1911, 1913